# József Kürschák
József Kürschák (14 mars 1864 - 26 mars 1933) est un mathématicien hongrois connu pour son travail sur la trigonométrie et pour la création de la théorie des valuations. Il a montré que tout corps valué peut être complété en un corps valué complet algébriquement clos. Il démontre en 1918 que la série harmonique {\displaystyle H_{n}} n'est jamais entière (théorème de Kürschák). Étendant l'argument de Hilbert, il prouve que tout ce qui peut être construit à la règle et au compas peut l'être avec un règle et la copie d'un segment fixé. Il est élu membre de l'Académie hongroise des sciences en 1897. Il est l'un des principaux organisateurs de nombreuses compétitions mathématiques, comme la compétition mathématique d'Eötvös Loránd.

## Biographie
József Kürschák né à Buda (Hongrie) en 1864 de parents András Kürschák et Teller Jozefa. Après le lycée, il étudie les mathématiques et la physique à l'Université Loránd-Eötvös, avec comme professeur Gyula Kőnig et Jenő Hunyady. En même temps, en tant que membre de l'Institut de formation des enseignants de l'enseignement secondaire de Budapest, il assiste à des représentations philosophiques et littéraires à l'université. En 1886, il a commencé sa carrière en tant que professeur adjoint au Fazekas Mihály Gimnázium à Debrecen ; mais la même année, profitant de l'occasion, il devient candidat stagiaire au lycée de l'Institut de formation des enseignants du secondaire de Budapest. Il a enseigné au Gimnázium jusqu'en 1888, en obtenant parallèlement un diplôme de mathématiques-physique à l'Université de Budapest. En 1890, il obtient son doctorat et, de 1890 à 1891, il est professeur adjoint au lycée public de la rue Markó.
En 1891, il obtient un diplôme de mathématiques à l'Université polytechnique et économique de Budapest, où il enseigne jusqu'à sa mort. Il commence par continuer à enseigner au lycée de 1893 à 1896. En 1891-1892, il est professeur assistant de géométrie. À partir de 1904 il enseigne comme maître de conférence en mathématiques à l'université. Entre 1916 et 1918 il est recteur de l'Université d'Art et de Design.